# 르네상스시대 마술
르네상스시대 마술은 르네상스 시대에 기독교적 관점과 헤르메스주의적 관점 모두가 융합되어 발생한 것으로, 인간의 타락 이전, 신적 권능을 가지고 땅을 정복하던 시절의 모습을 회복하기 위한 방법이다.

## 르네상스식 마술의 배경
고대로부터 계속 이어왔던 마술의 개념은, 원리를 알지못하는 모든 신비한 현상에 대한 정의에서 출발한 것이다.
예를 들면, 현재 우리의 착시현상이라는 것도 그 모든 원리를 생략하고 보면, magic이라고 할 수 있다. 
그리고 당시 인문주의자들(Humanitas)에 따르면, 신의 선택을 이미 받은 민족에게는 똑똑하니까 모세의 기록에 의해 짧게 계시했다고 하며, 동시대의 인물이라 추정된 헤르메스는 선택받지 못한 민족을 대상으로 받은 구원의 말씀이 있다고 주장했다. 그러면서, 인간의 창조에 대해 각자 비슷하지만 헤르메스 쪽이 조금더 자세하게 기술하고 있는 측면을 보이고 있다. 대표적으로, 기독교적 관점과는 전혀 다른 창조론을 언급하고 있다.  헤르메스 전서(Corpus Hermeticum) 1권에 따르면, 인간에게 허용된 신적 창조라든지, 점성술적인 관점에서의 7행성의 지배력도 부여받은 것으로 언급하고 있다. 이를 자세히 드러내는 것은, 바로 미켈란젤로의 천지창조이다. 

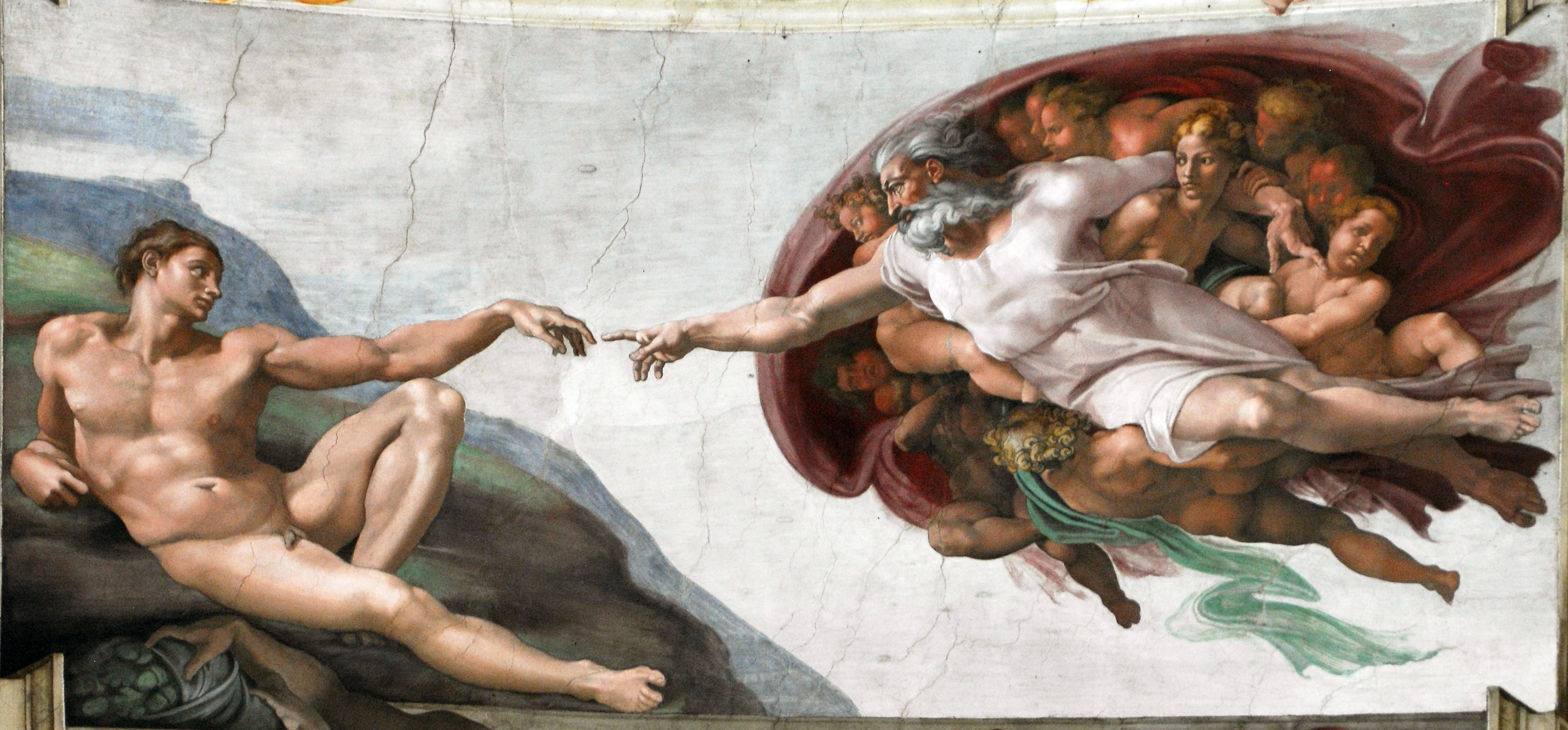
신의 주위에 둘러싼 저 모습을 바로, 7행성의 성질이라고 간주하면 될 것 같다.

이러한 헤르메스주의적 관점까지 덧붙여지면서 르네상스 시대의 인문주의자들에 의해, 마술이 구체화되고, 더 정확하게 활성화된 것이다.

## 종류
당시의 마술은 현재 역사학자들에 의해서 크게 White Magic(백마술), Black Magic(흑마술)의 두 분류로 정의한다. 둘을 구분짓는 경로는, 신분적인 이유와, 사용 방식의 차이에 따른 것이다.

하지만, 사용 방식으로는 실질적으로 둘을 완벽하게 White/Black라고 구분짓기는 어려워서, 사용한 계층을 위주로 쓰이는 경우에 비중을 둘 것이다.

### 백마술
백마술(White Magic)은 주로 엘리트계층에서 많이 쓰인 것으로, 다른 한편에서는 마술을 긍정적으로 사용하는 경우를 지칭한다.

이미 교과서에서 세계사나 과학사를 배운 사람들은 누구나 아는 "연금술"이 바로 이 백마술에 포함된다.
백마술로 정의되는 것은 자연마술, 연금술, 점성술, 카발라 마술이 있다.

이 네 가지에 대해 큰 틀에서 지상계/천체계/천상계로 구분지어서, 연금술까지를 지상계, 점성술을 천체계로, 카발라 마술을 천상계로 분류하면 훨씬 용이할 것이다.
그래서, 이를 큰 틀로 하는 우주관을 모티브로 하는 대우주와 소우주 개념도 연관이 깊다.

#### 점성술
인체도

### 흑마술
흑마술(Black Magic)은 주로 비 엘리트계층에서 많이 쓰인 것으로, 다른 한편에서는 마술을 나쁘게 사용하는 경우를 지칭한다.

대표적인 흑마술은 바로 Witchcraft, 즉 주술을 예로 들 수 있다.
흑마술로 정의되는 것은 도구를 사용해서 저주하는 Sorcery, 내면의 maleficium(악의)를 이용하여 저주하는 Witchcraft가 있다. 

#### 주술
주술이라 함은, 말그대로 저주를 거는 것이다. 이 당시의 세계관을 엿볼 수 있는 것은, 그만큼 magic이 가지는 마의 능력이라는 것을 믿고 있었음을 알 수 있다.  